# Elkūd
Elkūd war ein Herrscher von Hatra, der nur in einer einzigen Inschrift mit Sicherheit genannt wird. Er trägt dort den kaum übersetzbaren Titel mry’. Es handelt sich um die Grabinschrift seines Sohnes Prnhr. Die Inschrift ist datiert, wobei die Lesung der Datumsangabe jedoch Schwierigkeiten bereitet. Am wahrscheinlichsten ist das Jahr 155/156 n. Chr., wonach Elkud wohl eine Generation vorher, also um 120 n. Chr. anzusetzen ist.